# Бранч, Билли
Билли Бранч (англ. Billy Branch, полное имя Уильям Эрл Бранч (англ. William Earl Branch); 3 октября 1951, Грейт-Лейкс, Иллинойс, США) — американский блюзовый харпер, вокалист и автор песен. Трёхкратный номинант Грэмми (1979, 2000, 2009) . Лауреат Blues Music Awards в номинациях «Альбом современного блюза» (1991), «Альбом акустического блюза» (2005), «Альбом традиционного блюза» (2012, 2020), «Блюзовый харпер» (2025); номинант Blues Music Awards в номинациях «Исполнитель традиционного блюза» (2020, 2021, 2023, 2024), «Блюзовый инструменталист — иной»/«Блюзовый харпер» (1988, 1991, 2007, 2010, 2016, 2018—2024) «Альбом традиционного блюза» (2012), «Альбом года» (2012, 2020), «Артист года» (2020), «Песня года» (1996). Член Зала славы блюза (2020—2021).

## Биография
Билли Бранч родился в госпитале Военно-морской базы «Грейт-Лейкс», расположенной на озере Мичиган недалеко от Чикаго. Когда Билли Было пять лет, семья перебралась в Лос-Анджелес. В 10 лет Билли купил себе первую губную гармошку и немедленно принялся её осваивать, играя простые мелодии. По воспоминаниям самого музыканта тогда он «не имел никакого отношения к блюзу…в тот момент я даже не знал о блюзе» . Рос, слушая артистов Motown и рок: The Rolling Stones, The Doors, The Beach Boys, а также фолк-музыкантов, таких как Пит Сигер. В 1969 году он вернулся в Чикаго, поступил в Университет Иллинойса где в 1975 году получил степень бакалавра политологии.
В 1969 году Билли Бранч впервые посетил Фестиваль блюза в Чикаго, где увидел впечатляющий состав звёзд:  Вилли Диксона, Мадди Уотерса, Коко Тейлор, Бо Диддли, Бадди Гая, Джона Ли Хукера и немедленно стал неофитом блюза . Придя домой, он поставил единственный у него имевшийся блюзовый альбом Эрика Клэптона/Джона Мейолла и Bluesbreakers и начал пытаться подыгрывать. У него не получалось это сделать. «Я не знал, что губные гармошки бывают разных тональностей, и поэтому не мог понять, почему у меня не получается подыгрывать им. Я знал, что у меня хороший слух и я могу воспроизводить мелодии и я сломал мозг» . В перерывах между занятиями он проводил время в блюзовых заведениях города, обучаясь игре у мастеров старшего возраста, в частности у Джимми Уокера и Хоумстик Джеймса. После окончания университета в 1975 году вместо того, чтобы поступить на юридический факультет после получения степени , он записался для антологии Bring Me Another Pint на Barrelhouse Records, и стал гастролировать с группой Вилли Диксона Chicago Blues All-Stars, сначала вместе с Кэри Беллом, а потом и заменив в ней его. В 1978 году принял участие в гастролях в Берлине в составе группы молодых музыкантов под названием «The New Generation of Chicago Blues». После поездки он, вместе Льюри Беллом (сыном Кэри Белла) и Фредди Диксоном (сыном Вилли Диксона) сформировал группу The Sons of Blues, как сказал Льюри Белл: «мы с Билли хотели сохранить то настроение [как в Берлине]». Три песни новой группы вошли в известный сборник Alligator Records 1978 года Living Chicago Blues Vol. 3 (альбом-номинант на Грэмми). Затем из группы ушли Диксон и Белл, но группа под руководством Билли Бранча существует по сей день. Текущий состав The Sons of Blues состоит из Бранча (губная гармошка и вокал), Эндрю «Блейз» Томаса (ударные и вокал), Сумито Ариёcи (клавишные и вокал), Марвина Литтла (бас-гитара и вокал) и Джайлза Кори (гитара и вокал). В 1981 году Бранч покинул группу Вилли Диксона .
С тех пор Бранч сыграл на более чем 250 различных записях, в том числе выпустил 12 альбомов под своим собственным именем. Он записывался с Вилли Диксоном, Keb’ Mo’, Джонни Винтером, Лу Роулзом, Коко Тейлор, Эдди Клируотером, Ханибоем Эдвардсом, Силом Джонсоном, Льюри Беллом,  Ронни Бейкером Бруксом, Карло Уэзерсби и Тадж Махалом. Группа The Sons of Blues много гастролирует, и ежегодно выступает на крупнейших фестивалях по всему миру, включая Montreux Jazz Festival, North Sea Blues Festival, Cognac Blues Festival, Long Beach Blues Festival, Chicago Blues Festival, San Francisco Blues Festival и North Sea Jazz Festival. Чикагский блюзовый фестиваль 2007 года был посвящен 30-летию Билли Бранча и Sons of Blues и в аналогичным образом в 2017 году на Чикагском блюзовом фестивале отмечалось 40-летие Билли Бранча и группы. Однажды, во время своего 6-недельного тура по Турции он представлял США в парламенте Турции, обучая лидеров политических партий игре на губной гармошке .
Билли Бранч прослужил два срока подряд в Совете управляющих Грэмми и в настоящее время является председателем Комитета Грэмми по блюзу. Много лет он работал в программе Blues In The Schools, помогая детям развивать любовь к этому жанру и его понимание . Двукратный обладатель премии Keeping the Blues Alive Award в области образования . Снялся в двух фильмах: Приключения приходящей няни (1987) и Ближайший родственник (1989) .
Живёт в Чикаго.
The New York Times отмечала «У Бранча тёплый, открытый вокальный стиль и полное владение блюзовой гармошкой, от плачущих нот до пыхтящих ритмов» .
«Бранч привносит в свою игру элементы соула, фанка и рока. Его верхние регистровые фразы и его эмоциональная, мелодичная игра в балладах еще больше определяют его звучание. Он хриплый и мощный вокалист, новаторский сольный исполнитель, востребованный сессионный музыкант и непревзойденный лидер группы» .

## Избранная дискография
- Chicago's Young Blues Generation — 1982, L+R Records (с Льюри Беллом)
- Blues Live '82 - American Folk Blues Festival — 1983, L+R Records (один из участников концерта)
- Harp Attack! — 1990, Alligator Records (один из участников записи)
- Mississippi Flashback — 1992, GBW
- Where's My Money? — 1995, Evidence Records
- The Blues Keep Following Me Around — 1995, Verve Records
- Satisfy Me — 1996, Verve Records
- Chicago Blues Session Vol.22 — 1998, Wolf Records (с Хьюбертом Самлином)
- Superharps — 1999, Telarc Records (один из участников записи)
- Billy Branch And The Sons Of Blues — 2000, Blue Sun
- Sweet Home Chicago — 2000, Charly Records (один из участников записи)
- Easy Meeting — 2002, Isabel Records (с Кенни Нилом)
- Don't Mess With The Bluesmen — 2004, P-Vine Records (с Карлосом Джонсоном)
- My Head Is Bald (Live At Vern's Friendly Lounge, Chicago) — 2005, Delmark Records (один из участников записи)
- Live & Kicking! At Rosa’s Lounge — 2009, P-Vine Records
- Blues Shock — 2014, Blind Pig Records
- Way Down Inside: Songs of Willie Dixon — 2016, Big Records (один из участников записи)
- Roots And Branches: The Songs Of Little Walter — 2019, Alligator Records